# Canthigaster jamestyleri
Canthigaster jamestyleri är en fiskart som beskrevs av Moura och Castro 2002. Canthigaster jamestyleri ingår i släktet Canthigaster och familjen blåsfiskar. Inga underarter finns listade.